# Evangelische Kirche Bernsburg
Die evangelische Kirche ist ein denkmalgeschütztes Kirchengebäude in Bernsburg, einem Ortsteil der Gemeinde Antrifttal im Vogelsbergkreis (Hessen). Die Kirchengemeinden Bernsburg, Arnshain und Wahlen gehören zum Dekanat Vogelsberg in der Propstei Oberhessen der Evangelischen Kirche in Hessen und Nassau.

## Geschichte und Architektur
Der romanische Bau mit schmalerem quadratischem Chor wurde 1510 und 1674 erneuert. Über dem rundbogigen Nordportal ist ein romanisches Relief angebracht. Der Chor war ehemals mit einem Kreuzgratgewölbe ausgestattet.

## Ausstattung
- Ein Wandtabernakel von 1471
- Eine Westempore vom 17. Jahrhundert und die Nordempore von 1752
- Das teilweise spätmittelalterliche Gestühl wurde zwischen 1740 und 1750 eingebaut, es ist mit durchbrochenen Rosetten versehen.
- Die Kanzel wurde um 1800 gefertigt
- Der Orgelprospekt wurde im 18. Jahrhundert aufgestellt.[1]